# 卞兰 (运动员)
卞兰（1986年8月16日—），中国女子篮球運動員，亦為中国国家女子篮球队成員。

## 簡歷
2010年11月，卞兰代表中國出戰廣州亞運會，參加籃球比賽，奪得金牌。